# 47 Meters Down: Uncaged
47 Meters Down: Uncaged (titulada: A 47 metros 2: El terror emerge, en España, y Terror a 47 metros: El segundo ataque, en Hispanoamérica) es una película británico-estadounidense de supervivencia y terror dirigida por Johannes Roberts y escrita por Ernest Riera. Se trata de una secuela de la película de 2017 47 Meters Down, estrenada el 16 de agosto de 2019, producida por Entertainment Studios.[cita requerida]
Ninguno de los actores de la película anterior regresa aquí. El nuevo elenco está formado por Sophie Nélisse, Corinne Foxx, Brianne Tju, Sistine Stallone, Davi Santos, Khylin Rhambo, Brec Bassinger y John Corbett. La trama sigue a un grupo de chicas que bucean en una ciudad maya hundida, solo para ser atrapadas por un grupo de tiburones que están nadando en ella. 
47 Meters Down: Uncaged se estrenó en los Estados Unidos el 16 de agosto de 2019, producida por Entertainment Studios. Recibió críticas mixtas de los críticos, con elogios por su actuación y suspenso, pero críticas negativas por su CGI más débil y la falta de sustos. La película recaudó $47,6 millones de dólares contra un presupuesto de $12 millones, haciendo que la franquicia recaudara más de $100 millones en todo el mundo.[cita requerida]

## Argumento
Mia y su hermanastra Sasha acaban de mudarse a una nueva escuela. Otra estudiante, Catherine, empuja a Mia a la piscina del campus con Sasha como espectadora. El padre de Mia, Grant, se entera del incidente y planea un paseo en bote para que las hermanas vean los grandes tiburones blancos, con la esperanza de que las dos se unan. Grant le da a Mia un diente de un gran tiburón blanco que encontró y cuenta cuando Mia solía bucear con él. 
El día del paseo en bote, Mia se sorprende al ver que Catherine y sus amigos también están allí para el recorrido. Las amigas de Sasha, Alexa y Nicole, llegan y las tientan a ir a un lugar secreto con ellas. Las chicas se suben al auto de Alexa y se divierten juntas en la laguna secreta. Alexa revela que la laguna tiene una entrada a una ciudad maya sumergida donde Grant y sus dos asistentes, Carl y el novio de Alexa, Ben, están trabajando para prepararse para la visita de un grupo de arqueólogos la semana siguiente. Después de encontrar el equipo de buceo, Nicole convence a las chicas para que se sumerjan en la ciudad y finalmente lleguen a una antigua cámara de sacrificios. Se encuentran con un pez de las cavernas y Nicole accidentalmente derriba una columna de piedra, lo que provoca una reacción en cadena de colapsos. Las chicas quedan separadas por el cieno hasta que Mia y Alexa encuentran a Ben, quien de repente es devorado por un tiburón y deja caer la guía. Las chicas se encuentran y son perseguidas por un tiburón hacia un túnel, provocando un derrumbe en la entrada de la laguna. 
Las chicas deciden volver por la guía, pero se encuentran con un tiburón que las obliga a nadar más profundo en la ciudad hasta que alcanzan una bolsa de aire. Mia escucha música en el agua y deja atrás a las chicas en un intento de obtener ayuda. En otra parte, Carl, que está escuchando la música, es atacado y asesinado por un tiburón. Mia finalmente encuentra su cuerpo y Grant la salva. Las dos se reencuentran con las otras chicas, que vinieron a buscarla. Se dan cuenta de que el tiburón es ciego, habiendo evolucionado dentro de las cuevas, y pueden distraer al tiburón con sonidos y escapar. El grupo sale a la superficie en un claro donde se coloca un sistema de ascenso de poleas. Sin embargo, dos tiburones salen a la superficie y Nicole entra en pánico. Intenta trepar por la cuerda mientras Alexa sube, lo que sin darse cuenta hace que gran parte de la cuerda y de Alexa vuelvan a caer al agua. Nicole sube para llegar a una entrada, pero en su lugar sostiene una roca suelta, pierde el agarre y también cae hacia atrás, luego dos tiburones la destrozan y la devoran en un frenesí de alimentación. 
Grant explica que la única salida es nadar de regreso aún más profundo para encontrar otra salida, que les permita salir al océano, pero un tiburón los mata momentos después. Mia, Sasha y Alexa nadan solas hacia las cuevas y finalmente se encuentran con una fuerte corriente que atrapa a Sasha y la separa de los demás. Alexa llega a la otra entrada pero es atacada por uno de los tiburones y Mia es arrastrada a la corriente. Alexa escapa del tiburón quitándose el tanque de aire, pero finalmente se ahoga. Mia se reúne con Sasha en la corriente más baja y nadan hacia una cueva recién descubierta. Al final de la cueva, encuentran una grieta que conduce a la superficie, pero aparece un tiburón y los ataca. Subiendo por la estrecha grieta, ambas chicas quedan atrapadas alternativamente en el espacio reducido y deben abandonar sus tanques de aire ahora vacíos para escapar. 
En la superficie, ven un bote turístico y comienzan a nadar hacia él hasta que se dan cuenta de que está agitando el agua para atraer tiburones. Mia y Sasha llaman la atención de los turistas cuando son atacadas por los tiburones. Mientras Mia llega al bote, Sasha es agarrada por un tiburón. Mia vuelve a saltar al agua y le dispara al tiburón con una pistola de bengalas, liberando a Sasha. Sasha llega al bote, pero Mia es arrastrada al agua por otro tiburón. Ella escapa apuñalando el ojo del tiburón con el diente que le dio Grant. Mia nada hacia el bote y se reúne con Sasha mientras Catherine, sorprendida, observa que el personal del bote atiende sus heridas.

## Reparto
| Actor            | Personaje |
| ---------------- | --------- |
| Sophie Nelisse   | Mia       |
| Corinne Foxx     | Sasha     |
| Brianne Tju      | Alexa     |
| Sistine Stallone | Nicole    |
| Davi Santos      | Ben       |
| Khylin Rhambo    | Carl      |
| Brec Bassinger   | Catherine |
| John Corbett     | Grant     |
| Nia Long         | Jennifer  |

## Producción
En septiembre de 2017, se anunció que el estudio de producción The Fyzz Facility estaba trabajando en una secuela de 47 Meters Down, titulada 48 Meters Down. Johannes Roberts regresó como director y nuevamente coescribió el guion con Ernest Riera. James Harris y Mark Lane produjeron la película, como lo hicieron con la primera parte, y se les unió Robert Jones. La secuela tiene lugar en México y se centra en un grupo de mujeres jóvenes que deciden explorar algunas ruinas submarinas ocultas ubicadas fuera de los caminos trillados. La producción fue supervisada por Altitude Film Sales, y se buscaron compradores potenciales en Toronto (Canadá). En agosto de 2018 se lanzó un avance de la película, con un nuevo título oficial, 47 Meters Down: The Next Chapter, antes de que comenzara la filmación. Para diciembre del mismo año, la película había sido retitulada a 47 Meters Down: Uncaged.

### Filmación
La fotografía principal de la película tuvo lugar en Pinewood Indomina Studios (República Dominicana), The Underwater Studio en Basildon y Pinewood Studios Reino Unido, de diciembre de 2018 a febrero de 2019.

## Estreno
Entertainment Studios se encargó de la distribución de la película e inicialmente fijó el lanzamiento para el 28 de junio de 2019. En febrero de 2019, se anunció que la fecha de lanzamiento se había retrasado hasta el 16 de agosto de 2019, para evitar la competencia con Annabelle Comes Home.
Las fechas de lanzamiento para otros países incluyen el 23 de agosto (Indonesia), el 28 de agosto (Corea del Sur), el 29 de agosto (Portugal y Singapur), el 30 de agosto (India), el 26 de septiembre (Chile y Perú), el 10 de octubre (Alemania) y el 20 de noviembre (Brasil).

## Recepción

### Taquilla
Al 7 de noviembre de 2019, 47 Meters Down recaudó $22,3 millones de dólares en los Estados Unidos y Canadá, y $25,3 millones en otros territorios, para un total mundial de $47.6 millones de dólares.
En los Estados Unidos y Canadá, la película se estrenó junto a Blinded by the Light, Where'd You Go, Bernadette y Good Boys, y se proyectó que recaudaría entre 11 y 14 millones de dólares en 2.853 cines en su primer fin de semana. Ganó $3.2 millones en su primer día, incluidos $516,000 de los avances de la noche del jueves. La película debutó con $8.4 millones, por debajo de los $11.2 millones de la película original, y terminó sexta. La película cayó un 54% en su segundo fin de semana, recaudando $3.9 millones, y terminando 11º.

### Crítica
47 Meters Down: Uncaged recibió reseñas mixtas por parte de la crítica y de la audiencia. En el sitio web especializado Rotten Tomatoes, la película posee una aprobación de 45%, basada en 88 reseñas, con una calificación de 4.7/10 y un consenso crítico que dice: «47 Meters Down: Uncaged puede no ser tan implacablemente eficiente como sus villanos con aletas, pero los fanáticos de los thrillers de peligro de tiburón deberían encontrarla simplemente afable». Por parte de la audiencia tiene una aprobación de 58%, basada en 2997 votos, con una calificación de 3.4/5.
El sitio web Metacritic le dio a la película una puntuación de 43 de 100, basada en 17 reseñas, indicando "reseñas mixtas". En CinemaScore recibió una "C+" en una escala de A+ a F, mientras que en el sitio IMDb los usuarios le asignaron una calificación de 5.0/10, sobre la base de 26 917 votos. Por su parte, en el sitio web FilmAffinity la cinta tiene una calificación de 4.3/10, basada en 2797 votos.